# Dystrykt Manuʻa
Dystrykt Manuʻa – jednostka administracyjna Samoa Amerykańskiego.
Dystrykt Manuʻa składa się z wysp: Taʻū, Ofu oraz Olosega. Na jego terenie znajduje się 8 wiosek:
- Faleasao
- Leusoaliʻi
- Luma
- Maia
- Ofu
- Olosega
- Sili
- Siʻufaga